# Borneobarbett
Borneobarbett (Psilopogon eximius) är en fågel i familjen asiatiska barbetter inom ordningen hackspettartade fåglar.

## Utseende och läte
Borneobarbetten är en liten och knubbig barbett med mestadels grön fjäderdräkt. Den har vidare en kort och mörk näbb, en gul fläck i ansiktet, svart strupe och hjässan i rött och svart. Sången består av en snabb serie med ihåliga kluckande toner.

## Utbredning och systematik
Borneobarbetten förekommer enbart på Borneo. Den delas in i två underarter med följande utbredning:
- Psilopogon eximius eximius – förekommer i bergstrakter i norra, nordvästra och centrala Borneo, från Trus Madi och Brassey Range vidare mot sydväst till Poi, Penrissen och Niut, samt söderut till Barito Ulu
- Psilopogon eximius cyaneus – förekommer i bergsområdet Gunung Kinabalu

### Släktestillhörighet
Arten placerades tidigare liksom de allra flesta asiatiska barbetter i släktet Megalaima, men DNA-studier visar att eldtofsbarbetten (Psilopogon pyrolophus) är en del av Megalaima. Eftersom Psilopogon har prioritet före Megalaima, det vill säga namngavs före, inkluderas numera det senare släktet i det förra.

## Levnadssätt
Borneobarbetten hittas i fuktiga bergsskogar. Liksom andra barbetter är den trög i rörelsen och kan vara svår att få syn på i trädtaket.

## Status
Trots det begränsade utbredningsområdet och det faktum att den minskar i antal anses beståndet vara livskraftigt av internationella naturvårdsunionen IUCN. 